# Erin Darke
Erin Constance-Maja Darke (Flint, 10 de septiembre de 1984) es una actriz estadounidense, reconocida por interpretar el papel de Cindy, uno de los tres personajes femeninos principales en la serie de televisión Good Girls Revolt (2015), estrenada inicialmente en la plataforma Amazon Prime el 28 de octubre de 2016. También interpreta a Mary, un rol de apoyo en tres episodios de The Marvelous Mrs. Maisel, estrenada en Amazon Prime en marzo de 2017.
Darke encarna el papel de Leeta en la serie Dietland, lanzada en 2018.
También ha actuado en las películas Love & Mercy (2014), Beside Still Waters (2014), Still Alice (2014) y Don't Think Twice (2016). Además de su participación en cine y televisión, la actriz ha estado constantemente activa en el mundo del teatro.

## Vida personal
Darke se describe simplemente como "una chica de Flint" y afirma que llegó a la ciudad de Nueva York a los 21 años. Desde 2012 mantiene una relación con el reconocido actor Daniel Radcliffe, a quien conoció en el set de la película Kill Your Darlings. En marzo de 2023 se confirmó que estaban esperando su primer hijo. Un mes después se dio a conocer su nacimiento.

## Filmografía

### Cine
| Año  | Título                      | Papel                   | Notas         |
| ---- | --------------------------- | ----------------------- | ------------- |
| 2011 | We Need to Talk About Kevin | Asistente Rose, joven   |               |
| 2011 | Young Adult                 | Empleada adolescente    |               |
| 2012 | 2 Days in New York          | Cynthia                 |               |
| 2012 | Disconnect                  | Lauren                  | No acreditada |
| 2013 | Kill Your Darlings          | Gwendolyn               |               |
| 2013 | Beside Still Waters         | Abby                    |               |
| 2014 | Draft Day                   | Fan del equipo Seahawks |               |
| 2014 | The Longest Week            | Tabernera               |               |
| 2014 | The Drop                    | Camarera                |               |
| 2014 | Love & Mercy                | Marilyn Wilson          |               |
| 2014 | Still Alice                 | Jenny                   |               |
| 2014 | The Quitter                 | Chloe                   |               |
| 2014 | Hunter&Game                 | Audrey                  |               |
| 2014 | Seven Lovers                | Laura                   |               |
| 2015 | Sidewalk Traffic            | Dalia                   |               |
| 2016 | Complete Unknown            | Holly                   |               |
| 2016 | Don't Think Twice           | Natasha                 |               |
| 2016 | Delinquent                  | Tara                    |               |
| 2017 | The Sounding                | Christine               |               |
| 2017 | Thank You for Your Service  | Tracey                  |               |
| 2018 | Night Comes On              | Rita Smith              |               |
| 2018 | Summer ’03                  | Hope                    |               |
| 2023 | Molli and Max in the Future | MAR14                   |               |

### Televisión
| Año       | Título                    | Papel            | Notas                                 |
| --------- | ------------------------- | ---------------- | ------------------------------------- |
| 2009      | Mercy                     | Anne             | Episodio: «I’m Not That Kind of Girl» |
| 2011      | Pan Am                    | Mimi Narducci    | Episodio: «Pilot»                     |
| 2014      | Girls                     | Stacey           | Episodio: «Dead Inside»               |
| 2014      | Black Box                 | Claire Tymoschuk | Episodio: «Who Are You?»              |
| 2014      | Irreversible              | Ellie            | Película para televisión              |
| 2015      | Forever                   | Liz Chamberlin   | Episodio: «Social Engineering»        |
| 2015      | Battle Creek              | Annie            | Episodio: «Stockholm»                 |
| 2015      | Public Morals             | Suzie            | Episodio: «Family Is Family»          |
| 2015-2016 | Good Girls Revolt         | Cindy Reston     | 10 episodios                          |
| 2017      | Homeland                  | Nicki            | Episodio: «The Flag House»            |
| 2017-2018 | The Marvelous Mrs. Maisel | Mary             | 4 episodios                           |
| 2018      | Dietland                  | Leeta Albridge   | 10 episodios                          |
| 2019      | The Loudest Voice         | Kat Lindsley     | Episodio: «2012»                      |
| 2019      | FBI                       | Laura Russo      | Episodio: «Crossroads»                |
| 2021      | Moonshine                 | Crystal Leblanc  |                                       |
| 2021      | Miracle Workers           | Phaedra          |                                       |